# 슈타우펜베르크가

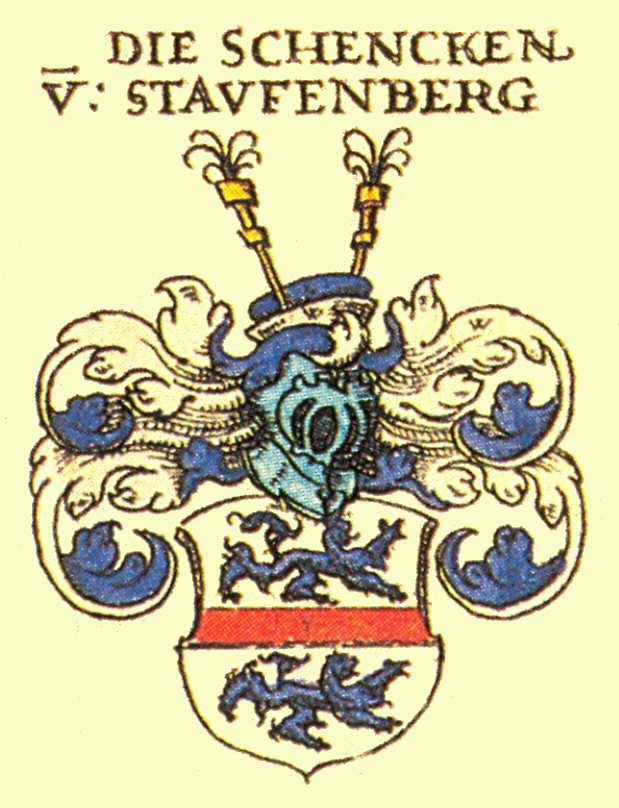
슈타우펜베르크가의 문장

슈타우펜베르크가(Stauffenberg)는 독일 스와비아 출신의 로마 가톨릭 우라델 독일 귀족 가문이다. 이 가문의 가장 잘 알려진 최근 구성원은 1944년 아돌프 히틀러를 암살하기 위한 "7·20 음모"의 핵심 인물인 클라우스 폰 슈타우펜베르크 대령이었다.